# アルバータ美術館
アルバータ美術館（英語：Art Gallery of Alberta、略称：AGA）は、カナダのアルバータ州エドモントンにある美術館である。
1924年にエドモントン美術館として開館、1969年に現在の場所に移設、2005年に現在の名称に改名された。主にアルバータ州やカナダ西部出身のアーティストの作品を6,000点以上所蔵している。

## 沿革
「エドモントン美術館」（Edmonton Museum of Arts）として最初の展示はホテル・マクドナルドで1924年に行われ、その後モウド・ボウマンが初代館長に任命された。20世紀前半は元エドモントン公共図書館の建物などで開催していた が、1952年に政治家リチャード・セコードの邸宅に移設された。1956年に「エドモントン美術館」（Edmonton Art Gallery）に改称された。1969年に美術館専用の建物が新たに設計され、新館にて開館した。
2005年に展示拡張のための新館の設計者がランダル・スタウトと発表され、同時に「アルバータ美術館（Art Gallery of Alberta）」への改称が発表された。大きく拡大した美術館は、改築後2010年に再開業となった。

## 参照
1. ↑  Riebe, Natasha (2019年4月8日). “Art Gallery of Alberta hopes continuing free admission will paint rosy future”. CBC News.   Canadian Broadcasting Corporation. 2019年11月1日閲覧。
2. ↑  “Staff listing”. youraga.ca.   Art Gallery of Alberta (2019年). 2019年11月1日閲覧。
3. ↑  “Who We Are - Art Gallery of Alberta”.   Art Gallery of Alberta. 2014年4月28日時点のオリジナルよりアーカイブ。2012年4月25日閲覧。
4. 1 2  Brownoff, Leanne (2017年9月9日). “#Landmarks: Art Gallery of Alberta exhibits diverse array of visual art”. Edmonton Journal.   Lone Media. 2019年11月1日閲覧。
5. ↑  “Art Gallery of Alberta”. The Canadian Encyclopedia.   Historica Canada (2015年3月4日). 2019年11月1日閲覧。
6. ↑  Sanderson, Kay (1999). 200 Remarkable Alberta Women. Calgary: Famous Five Foundation. p. 21. ISBN 0-9685-8320-2
7. ↑  Varela, Isabela C. (2006年3月1日). “Art Gallery of Alberta”. albertaviews.ca.   Alberta Views. 2021年8月28日閲覧。